# Церковь Георгия Победоносца в Коломенском (деревянная)
Не путать с одноимённым каменным храмом из ансамбля Коломенского.
Церковь Георгия Победоносца — памятник деревянного зодчества Русского Севера в московском музее-заповеднике «Коломенское». Построена в 1685 году на берегу реки Ёрги (современная Архангельская область), сохранилась в почти оригинальном облике до начала XXI века, в 2008—2011 разобрана, перевезена в Москву и восстановлена на территории Коломенского.

## Архитектура
Георгиевская церковь — памятник традиционного деревянного зодчества Подвинья XVII—XVIII вв. Представляет собой двухъярусное сооружение из сосновых брёвен. Основная часть — четырёхугольный сруб-четверик, установленный на высоком подклете, с миниатюрными прорезями для окон и с алтарной пятигранной пристройкой с востока. Под крышей четверика виден пояс с декором, где первоначально на древних досках была начертана краской дата освящения храма (апрель 1688 года). На основной части устроен верхний, значительно более узкий четверик с крышей в форме бочки, увенчанной тремя стоящими в ряд главками с крестами. Алтарная пристройка также увенчана крышей-бочкой с главкой. У западного фасада имеется крытое крыльцо с лестницей, ведущей на верхний (над подклетом) ярус здания. Там же к фасаду пристроена галерея-паперть на консолях, некогда огибавшая весь фасад по периметру.

## История
Изначально Георгиевская церковь являлась частью кладбищенского церковного ансамбля Среднепогостского прихода в отдалённой деревне Семёновская на берегу Ёрги. По документам Вологодской епархии известно, что Георгиевская церковь была возведена в 1685 году на средства прихожан. Кроме неё, в Семёновской имелась ещё и деревянная Рождественская церковь (построена в XVII в.; в отличие от Георгиевской — зимняя, отапливаемая) с колокольней. В 1720-х годах Рождественская церковь сгорела, позже была отстроена заново, а Георгиевская уцелела в первоначальном виде.
К началу XIX века Среднепогостский приход включал 26 деревень с населением около 900 душ. В 1890-е годы обе церкви были обшиты тёсом, а внутри украшены росписями оставшихся неизвестными художников. Георгиевская церковь в этом облике сохранялась вплоть до начала XXI века. В 1930-х годах Среднепогостские церкви были закрыты, внутреннее убранство разграблено, позже в Рождественской была устроена школа, в Георгиевской — клуб, затем склад. Во второй половине XX века деревни бывшего прихода практически опустели. Обе церкви стояли заброшенные и обветшали. На рубеже 1980—1990-х годов Рождественская церковь сгорела.

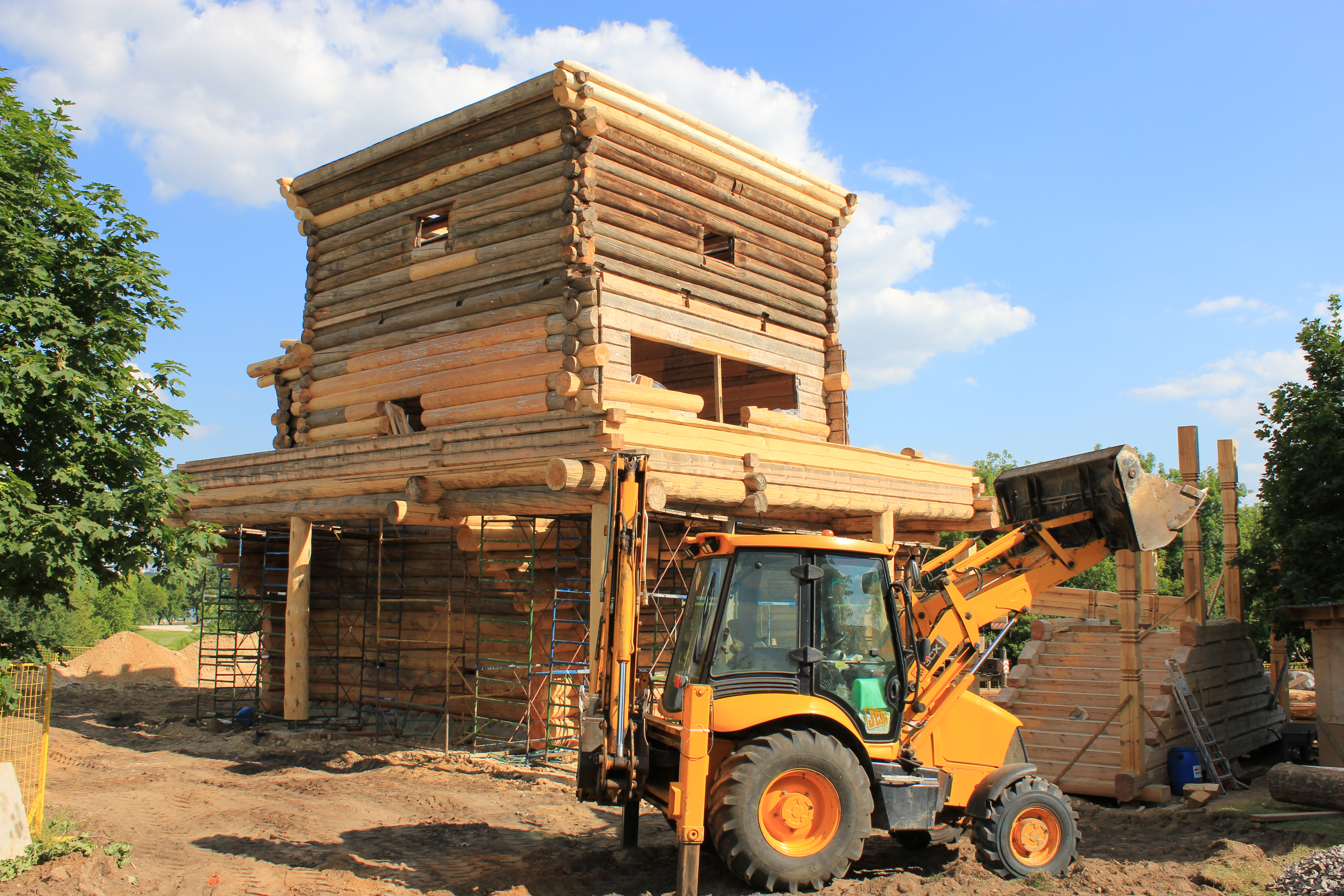
Восстановительные работы. 2010 год

С 2003 года специалисты Московского объединённого музея-заповедника начали разработку проекта реставрации находившейся к тому времени под угрозой разрушения Георгиевской церкви. Инициировал проект художник Иван Глазунов, случайно обнаруживший никому до того не известную церковь. В 2008 храм был разобран и перевезён в Москву, в 2009 начались работы по реставрации храма и восстановлению его на территории парка Коломенское, близ комплекса музея деревянного зодчества.
В 2011 году возведение церкви на новом месте было завершено. При реставрации сруба были использованы новые брёвна взамен обветшавших. В настоящее время Георгиевская церковь, как и другие экспозиции музея деревянного зодчества в Коломенском, открыта для посещения в летние месяцы.